# Nuada Airgetlám
A la mitologia irlandesa, Nuada o Nuadu (ortografia moderna: Nuadha), conegut per l'epítet Airgetlám (ortografia moderna: Airgeadlámh, que vol dir "mà/braç d'argent"), fou el primer rei dels Tuatha Dé Danann. Està relacionat amb el déu gal i britònic Nodens. El seu equivalent en la mitologia gal·lesa és Nudd o Lludd Llaw Eraint.

## Descripció
Nuada fou rei dels Tuatha Dé Danann durant set anys abans d'arribar a Irlanda. Un cop allà, varen contactar amb els Fir Bolg, aleshores els habitants de l'illa, i Nuada els en va demanar la meitat per als Tuatha Dé, cosa que el seu rei va refusar. Tots dos pobles es posaren a punt per a la guerra i, en un acte cavalleresc, varen permetre que els seus guerrers i armes fossin inspeccionats pels oponents per tal de permetre una batalla realment justa. Durant aquesta primera gran batalla a Magh Tuireadh, Nuada va perdre un braç en combat amb el campió dels Fir Bolg Sreng. L'aliat de Nuada, Aengaba de Noruega, es va enfrontar llavors a Sreng i va patir una ferida mortal, mentre que el Dagda protegia Nuada. Cinquanta soldats de Dagda s'endugueren Nuada del camp de batalla. Els Tuatha Dé varen passar a dominar l'enfrontament, però Sreng va tornar després i va desafiar Nuada a un combat singular. Nuada va acceptar, amb la condició que Sreng lluités amb un braç lligat. Sreng s'hi va negar, però en aquell precís instant es va guanyar la batalla i els Fir Bolg foren vençuts. Els Tuatha Dé decidiren aleshores oferir a Sreng una quarta part d'Irlanda per al seu poble en comptes de la meitat que els havien ofert abans de la batalla, i Sreng va triar Connacht.
En haver perdut el braç, Nuada ja no podia seguir regnant a causa de la tradició dels Tuatha Dé que obligava el seu rei a ser físicament perfecte, i fou reemplaçat com a rei per Bres, un príncep mig Fomorià molt anomenat per la seva bellesa i intel·ligència. Els Fomorians eren enemics mitològics de la gent d'Irlanda -sovint equiparats amb la "força contrària" mitològica, com passa amb els Titans i els Olímpics grecs- i durant el regnat de Bres varen imposar greus tributs als Tuatha Dé, els quals es mostraren descontents amb el govern opressiu i la manca d'hospitalitat del nou rei. En aquella època, el metge Dian Cecht i l'artesà Creidhne li havien reemplaçat a Nuada el braç perdut per un d'argent (posteriorment canviat, al seu torn, per un de carn i ossos que va fer el fill de Dian Cecht, Miach). Bres fou apartat del seu regnat després d'haver governat set anys, i Nuada fou restablert. Va governar durant vint anys més.
Bres, ajudat pel Fomorià Balor de l'Ull Maligne, va intentar recuperar el reialme per la força, i la guerra i l'opressió contínua van seguir. Quan el jove i vigorós Lugh es va unir a la cort de Nuada, el rei es va adonar que el talentós jove podria liderar els Tuatha Dé contra els Fomorians i li va donar plens poders. Llavors va venir la segona batalla de Mag Tuired. Nuada fou mort i decapitat en la batalla per Balor, però Lugh el va venjar tot matant Balor i va portar els Tuatha Dé a la victòria.
La gran espasa de Nuada era un dels Quatre Tresors dels Tuatha Dé Danann, portats d'una de les seves quatre grans ciutats.

## Llegat
Nuada podria ser la mateixa figura que Elcmar, i possiblement Nechtan. Hi ha altres personatges amb el mateix nom, com ara els darrers Alts Reis Nuadu Finn Fáil i Nuadu Necht, i Nuada, l'avi matern de Fionn mac Cumhaill. Un rival de Conn de les Cent Batalles fou Mug Nuadat ("Esclau de Nuada"). Els Delbhna, un poble de l'antiga Irlanda, tenia una ramificació anomenada Delbhna Nuadat que va viure al Comtat de Roscommon. La ciutat actual de Maynooth al comtat de Kildare porta el nom de Nuada (el seu nom irlandès és Maigh Nuad, és a dir, "La Plana de Nuada").

## Paral·lelismes mitològics

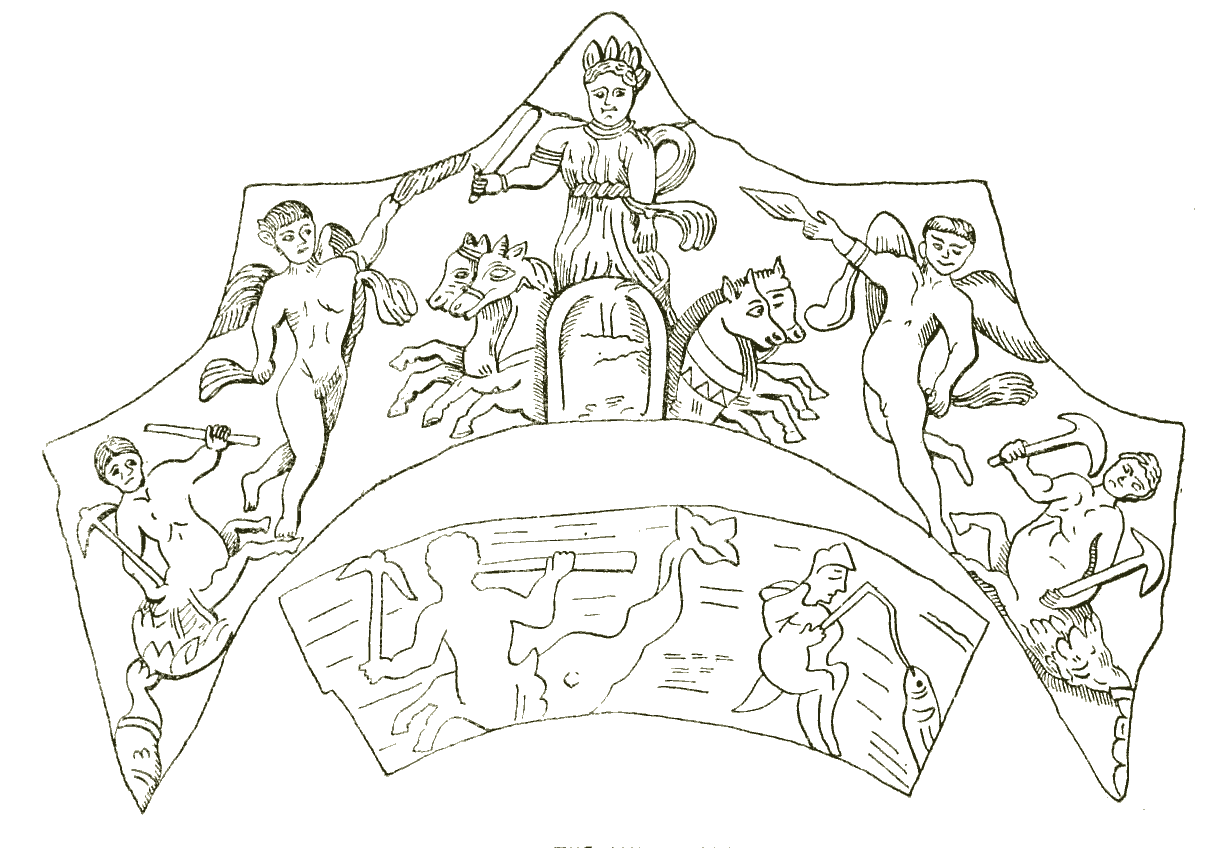
Antiga plàtera de bronze amb una representació del déu Nodens

El nom de Nuada està relacionat amb el de Nodens, una deïtat romano-britànica associada amb el mar i el guariment que fou equiparada amb el Mart romà i amb Nudd, una figura mitològica gal·lesa. És probable que una altra figura gal·lesa, Lludd Llaw Eraint ("Lludd de la mà d'argent"), derivi de Nudd Llaw Eraint per assimilació al·literativa. (El déu nòrdic Týr és una altra divinitat equivalent a Mart que va perdre una mà).

## Etimologia
El nom Nuada deriva probablement d'un mot primitiu cèltic * noudont- o *noudent-, el qual J. R. R. Tolkien va suggerir que estava relacionat amb una arrel germànica que significa "adquirir, tenir l'ús de", més antigament "capturar, encalçar (com a caçador)". En fer la connexió entre la mà de Nuada i la de Lludd, va detectar "un ressò de l'antiga fama de la mà màgica de Nodens el Receptor". De forma semblant, Julius Pokorny deriva el nom d'una arrel proto-indoeuropea *neu-d-, que vol dir "adquirir, fer servir, anar a pescar".